# Vana

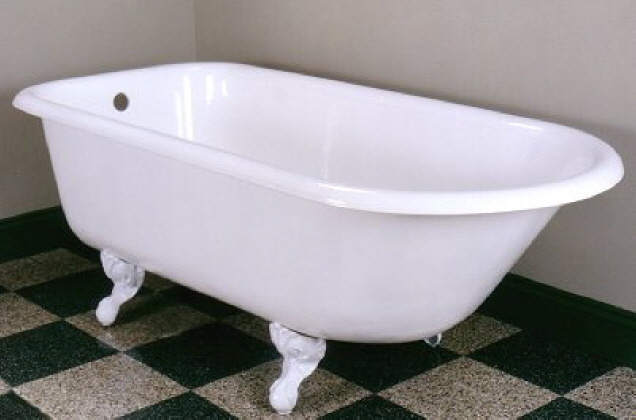
Koupací vana

Vana je nádrž, která je shora otevřená. Je vyráběna z různých materiálů (kov, plast, atd.). Většinou má podlouhlý tvar, ale vyskytují se i oválné koupelnové vany, či ve tvaru srdce (určené pro dvě osoby). Nejčastěji je používána jako zařízení koupelny pro koupání osob, ale vany se používají pro různé účely i v průmyslových provozech.
Vana je v současnosti často nahrazována sprchovým koutem, který je méně náročný na místo a levnější na provoz.

## Koupelnová vana
Předchůdcem vany jsou dřevěné necky.
Vany se v Evropě rozšířily s nástupem renesance. Ta přinesla zvýšený zájem o hygienu. Běžnou výbavou domácností se ale vana stala až začátkem 20. století, kdy bylo možno vany vyrábět levným průmyslovým způsobem.
Jako materiál pro výrobu van slouží nejčastěji lisovaný ocelový plech pokrytý smaltem. Dříve byl používán i pozinkovaný plech nebo litina. Vany se vyrábějí také z akrylátu nebo skleněných vláken.
Vany se také vyrábí z litého umělého mramoru nebo quarylu. Vše jsou to hmoty, umožňují stálé probarvení, jsou velmi odolné proti oděru a také teplotě.

## Rozdělení
- koupací vany – klasické vany umožňující koupání vleže
- sprchové vaničky – mělké vany pro sprchové kouty
- sedací vany – vany se stupňovitým dnem usnadňujícím vstup a výstup z vany starším nebo tělesně postiženým
- hydromasážní vany – masážní vany umožňují relaxaci a odpočinek pomocí vodní a vzduchové masáže. Pro zvýšený požitek z relaxace se doporučuje použití tzv. chromoterapie – léčba barvami a aromaterapie – zvýšení relaxačního účinku pomocí vonných esencí

## Vany v technice
Různé druhy van jsou také zcela běžně používány jako důležitá součást technických zařízení, strojů a soustrojí. Převážná většina spalovacích motorů je vybavena motorovou vanou pro zachycování mazacího oleje (mazací vana) apod. Mazací vany mívají také některé typy obráběcích strojů.

## Vany ve stavebnictví
Ve stavebnictví se pojem vana používá ve spojitosti s izolací základů stavby. Bílá vana (bílá dle přibližného zbarvení betonu) je z vodonepropustného monolitického betonu, který díky svým vlastnostem plní jak nosnou, tak hydroizolační funkci. Černá vana je naopak konstrukce z materiálů, který vodu propouští, a je potřeba ho zaizolovat proti úniku vody do stavby. K tomu slouží různé hydroizolační materiály jako asfaltové nátěry, asfaltové pásy či PVC fólie.